# Aa! Megami-sama! Sorezore no Tsubasa
¡Oh Mi Diosa!: Las alas de cada uno ( Kanji: ああっ女神さまっ それぞれの翼,   Rōmaji: Aa! Megami-sama! Sorezore no Tsubasa?), conocida en inglés como ¡Ah! My Goddess: Flights of Fancy; es una serie anime dirigida por Hiroaki Gōda, desarrollada por el estudio Anime International Company y producida por Tokyo Broadcasting System Holdings en 2006. Los episodios de la serie están basados en el manga Aa! Megami-sama, escrito e ilustrado por Kōsuke Fujishima. Comenzó a transmitirse en TBS el 6 de abril de 2006 y concluyó su transmisión el 14 de septiembre de 2006, retomando la historia desde donde la serie la dejó en la primera temporada. Como su predecesor, el anime no sigue el manga cronológicamente. La trama cubre las aventuras de Keiichi Morisato y Belldandy a raíz del fiasco del Señor del Terror.
Se utilizaron tres temas musicales a lo largo de la serie. El tema de apertura, titulado Color of Happiness ( Kanji: 幸 せ の い ろ,   Rōmaji: Shiawase no Iro?), interpretado por Yōko Ishida. Ishida también interpretó el primer tema final Our Miracle ( Kanji: 僕 ら の キ セ キ,   Rōmaji: Bokura no Kiseki?).  El segundo tema final es Lovers ( Kanji: 恋人 同 士,   Rōmaji: Koibito Doshi?), interpretado por Jyukai y usado  a partir del episodio doce en adelante.
Fue lanzado en DVD en Japón entre julio de 2006 y febrero de 2007 por Bandai Visual; y aunque la historia concluye en el episodio veintidós, los DVD japoneses y norteamericanos incluyen los episodios veintitrés y veinticuatro. Media Blasters; que había lanzado Aa! Megami-sama, dejó pasar esta y fue licenciada a ADV Films en su lugar por U$ 516.000 dólares. El doblaje en inglés fue producido por NYAV Post. ADV Films lanzó la temporada en seis compilaciones de DVD, cada una con cuatro episodios, entre mayo y marzo de 2007. Los derechos de reproducción fueron luego transferidos a Funimation, quien lo lanzó en DVD el 25 de noviembre de 2007. 

## Personajes
- Belldandy (ベルダンディー) es una diosa de primera clase, segunda categoría y poder ilimitado siendo su fuente alternativa de energía el dormir. Controla el viento y representa el presente. Al comienzo de la historia aparenta tener 21 años, habiendo nacido un 1 de enero. Proviene de la Oficina de Asistencia de las Diosas, mide 1.65m. Su ángel se llama Holy Bell. Es la personificación de la suavidad, siendo siempre agradable, no tiene ningún mal pensamiento, su debilidad es el refresco de cola, que la hace emborracharse. Cuando recibe la orden de permanecer en la Tierra ante Keiichi para siempre, se ajusta plenamente y comienza entonces su nueva vida. Tiene por hermana mayor, Urd, y otra menor, Skuld, dos diosas más problemáticas con las cuales tiene a veces dificultades. Gráficamente, es el personaje en el que se advierte mayor evolución en el transcurso de los volúmenes del manga.

- Keiichi Morisato (森里螢一) es un estudiante universitario, amante de los vehículos motorizados, al que no le importa lo exterior sino que el interior de las personas. El infortunio y la mala suerte es algo muy común en su vida, y tiene mala suerte con las mujeres por ser pequeño (solo mide 1.60 metros). Pero su vida cambia radicalmente cuando conoce a Belldandy: ella le hace compañía y le trae también algo de suerte, por lo que comienza una vida totalmente diferente a lo que él estaba acostumbrado. Es un joven indeciso, extremadamente amable y entusiasta.

- Urd (ウルド) es la diosa del pasado en la mitología nórdica y un híbrido de diosa y demonio, debido a esto su ángel guardián posee un ala blanca y una negra así como su cabello y vestimenta, se llama World Of Elegance. Su temperamento es bien fuerte pero a la vez es seductora. Es muy diestra manejando sus poderes pero tiende a exagerar en su uso haciendo que estos siempre causen un desastre, por lo cual fue desterrada de Asgard (hogar de los dioses en la mitología nórdica, en el caso de la serie simplemente se le llama cielo), y debe entonces vivir con Belldandy y Keiichi, luego es seguida por Skuld. Su punto débil es escuchar música estilo enka, que la hace dormir de manera profunda e inmediata y su fuente de energía alternativa es el sake. Originalmente es la administradora de sistemas en el "sistema Yggdrasil" (sistema con el cual dios controla el universo) pero se escapa del cielo y pasa a ser la celestina en la relación de Keiichi y Belldandy y para ello se vale de su habilidad para hacer pociones.

- Skuld (スクルド) es la diosa del futuro en la mitología nórdica y la tercera en aparecer, hermana menor de Belldandy, tiene un ángel guardián llamado Noble Scarlet, es muy divertida, pero al saber que Keiichi está con su hermana se pone muy celosa, ya que piensa que él la alejará de su hermana. Su fuente de energía alternativa son los helados. Es un genio de la tecnología y de la mecánica, por eso odia las máquinas simples y sin utilidad aparente. Tiene un martillo con el cual espanta los bichos de Yggdrasil, el cual influye en los poderes y acciones de las diosas.

## Episodios
| # | Título | Estreno |
| --- | --- | ------- |
| 27-1 | «¡Ah! ¡Deseos otra vez!» «Aa! Negai yo, mō ichido!» (ああっ願いよ もう一度っ)                                                         |         |
| Ya casi paso un año desde que Keichi deseo que Belldandy se quedara con él. El Monje regresa de su entrenamiento espiritual y presencia una batalla entre Urd y Skuld, por lo que decide continuar su entrenamiento. Keichi recibe una llamada del mismísimo Todopoderoso diciéndole que si no se recuperaba la información de su deseo, probablemente Belldandy deba regresar. Urd decide investigar y junto con las administradoras de Yggdrasil que se podía recuperar la información si Keichi pide el deseo de nuevo. Keichi no logra recordar las palabras exactas, pero después de una romántica salida con Belldandy, las recuerda y el deseo se restaura. | |         |
| 28-2 | «¡Ah! ¿El problema de la reina de la venganza?» «Aa! Nayameru fukushuu no Joou-sama?» (ああっ悩める復讐の女王さまっ)                  |         |
| Keichi le pide a Belldandy que falte a la Universidad para que tenga tiempo para ella misma. Lejos de eso, Belldandy le teje un suéter con todo cariño. Mientras, Sayoko se siente vacía por no tener a Keichi adorándola. Tras una borrachera, Sayoko se descompone en la casa de Keichi, pero es curada por Belldandy. En la casa, la reina descubre el suéter de Belldandy, ambos desaparecen y la diosa sale a buscar su suéter por toda la ciudad. Sayoko invita a salir a Keichi, pero no puede comprender los sentimientos de él porque ella no sabe lo que es estar enamorada. Entonces le devuelve el suéter de Belldandy. | |         |
| 29-3 | «¡Ah! ¡Te brindo mis sentimientos en Navidad!» «Aa! Seiya ni sasageru kono omoi!» (ああっ聖夜に捧げるこの想いっ！)                    |         |
| Keichi quiere retribuir el regalo que Belldandy le dio para Navidad, pero el regalo es costoso, entonces decide tomar trabajos de medio tiempo, sacrificando tiempo para pasar con la diosa. Cuando todo parece estar listo, a último momento surgen los problemas: Sayoko tiene el anillo que Keichi quería regalarle a Belldandy. Keichi le implora a Sayoko que le venda el anillo, incluso arriesgando su físico, y ante los ojos de Belldandy, y lo consigue. | |         |
| 30-4 | «¡Ah! ¿Quiero que el mundo esté lleno de felicidad?» «Aa! Sekai o kō de mitashitai?» (ああっ世界を幸で満たしたいっ)                   |         |
| Sayoko invita a Keichi y sus amigos a una fiesta, con el simple propósito de desenmascarar a Belldandy, desafiándola en diversos aspectos que para Belldandy son simples retos. En un último intento desesperado, Sayoko compite en un concurso de beber alcohol, cayendo rendida mientras que la diosa no siente ningún efecto. Pero al tomar una gaseosa de Cola que Megumi le regaló, entró en un total estado de embriaguez, esparciendo deseos de felicidad a su paso, algunos con resultados extraños. Aoshima la encara y le desea que se quede con el por siempre, a lo que ella le responde que no puede, porque ese es el deseo de ella y de Keichi. | |         |
| 31-5 | «¡Ah! ¿La longitud del amor fascinante?» «Aa! Hikareau koi no hachō?» (ああっ惹かれあう恋の波長っ)                                    |         |
| El Club del Motor busca desesperadamente fondos y están dispuestos a arreglar cualquier cosa. Hasta que Ohtaki, uno de los sempai de Keichi, le repara la moto a Satoko, hija del director de la universidad, quien en ese momento estaba siendo asediada por Aoshima. Satoko y Ohtaki se sienten atraídos, pero el Sempai no tiene experiencia con las mujeres, entonces pide ayuda a Keichi y Belldandy. Todos salen a un parque de diversiones, y la pasan bien, a pesar de las intromisiones de Aoshima. El reto final es que Satoko invita a Ohtaki a su casa, pero luego de un inicio complicado, Ohtaki cae en gracia de la familia de Satoko. | |         |
| 32-6 | «¡Ah! ¡¿Eso son celos?!» «Aa! Sorette shitto!?» (ああっそれって嫉妬っ!?)                                                              |         |
| Alguien le ha mandado una carta de amor a Keichi. Shiho Sakakibara cita a Keichi y este no sabe que hacer ya que nunca recibió una carta de amor, aunque por consejo de Belldandy y Urd, acude. A pesar de que Shiho cito engañadamente a Keichi para supuestamente exorcizarlo, realiza actos que ponen rara a Belldandy. Shiho Acude al templo de Keichi para completar su hechizo, pero accidentalmente invoca espíritus demoníacos. Urd sola no puede combatir y necesita ayuda de Belldandy, que está conmovida por los celos, sin embargo tras una estrategia extrema de Urd, Belldandy expulsa sus celos en forma de energía, solucionando el problema. | |         |
| 33-7 | «¡Ah! ¡Cumpliré tu deseo...!» «Aa! Anata no nozomi kanaemasu wa!» (ああっ貴方の望み叶えますわっ)                                      |         |
| Keichi va donde Megumi, previo aviso por teléfono, pero cuando la llama marca accidentalmente otra vez al cielo, pero en este caso a una agencia de diosas rival de la agencia de Belldandy. Y de una cámara de fotos aparece Peorth, una diosa del mismo rango de Belldandy, pero con una personalidad más parecida a la de Urd. Peorth cree que Keichi no es feliz con Belldandy, y busca cumplir el deseo de este a toda costa, asediándolo. | |         |
| 34-8 | «¡Ah! ¡Quiero estar a tu servicio!» «Aa! Anata no yaku ni tachitakute!» (ああっあなたの役に立ちたくてっ)                              |         |
| Peorth reta a las diosas a cumplir los deseos de Keichi. Mientras que ella, Urd y Skuld lo asedian, es Belldandy quien lo saca de apuros. Entonces la nueva diosa decide ir más lejos y le da una píldora de amor modificada al pobre Keichi, con un efecto totalmente opuesto: aquel que lo mire se enamora de él. Peorth, Urd, Skuld y Megumi incluso, caen bajo el hechizo, pero Belldandy no cae ya que su amor por Keichi es verdadero. | |         |
| 35-9 | «¡Ah! ¡La diosa decide el triunfo con una cita!» «Aa! Megami wa deeto de shōbu!» (ああっ女神はデートで勝負っ)                         |         |
| Peorth no se rinde e invita a una cita a Keichi... pero para su infortunio las diosas van también. Y de paso, se resuelve un viejo malentendido del pasado con Belldandy. | |         |
| 36-10 | «¡Ah! ¡Hay cosas que no puedo decir!» «Aa! Sono hitokoto ga ienakute!» (ああっそのひとことが言えなくてっ)                             |         |
| El asedio de Peorth a Keichi no se detiene, y por toda esa presión, Keichi le pide un deseo erróneamente. Belldandy se siente insegura y celosa, y Keichi no sabe como explicar la situación, hasta que en un momento límite le dice a Peorth que el deseo lo quiere con Belldandy, lo que provoca que esta última se declare abiertamente. Tras esto, Peorth decide volver al cielo. | |         |
| 37-11 | «¡Ah! ¡Coge tus deseos con las manos!» «Aa! Sono te de yume o tsukamaete!» (ああっその手で夢をつかまえてっ)                           |         |
| Tamiya y Ohtaki, los senpais de Keichi huyen despavoridos al saber que Chihiro Fujimi, la fundadora del Club del Motor está en la ciudad. Chihiro es altamente competitiva y desafió a Keichi a una carrera al ver sus logros. Entre él y Belldandy le enseñan que las competencias no son para demostrar superioridad, sino para divertirse. | |         |
| 38-12 | «¡Ah! ¡Las lágrimas de una diosa y su sueño!» «Aa! Megami no Namida to Kare no Yume!» (ああっ女神の涙と彼の夢っ)                      |         |
| En un momento de nostalgia, Urd extraña a su exnovio, Trovador, que en ese momento se aparece ante la diosa, intentando volver. Urd lo rechaza por lo que sufrió en el pasado y Trovador cree que es porque ella está enamorada de Keichi. Trovador hace todo lo posible para reconquistar a Urd pero todo es en vano. Pero después de una confusión, Urd le muestra que tan triste esta y llora. Trovador aprovecha la lágrima de Urd para desbloquear el sello del Ruiseñor dorado. Urd deja ir a Trovador porque este la uso, pero aun le guarda algo de afecto. | |         |
| 39-13 | «¡Ah! ¡Despierta ese sentimiento!» «Aa! Mezamete?! Sono Kimochi!» (ああっ目覚めてっ!その気持ちっ)                                     |         |
| Belldandy pasea en bici, cautivando a Skuld para poder hacerlo. Aunque con la ayuda de su hermana y Keichi, se le hace muy difícil y se frustra. Pero encuentra una nueva motivación viendo al joven Sentaro haciendo acrobacias con su bici. Tras reparársela, Sentaro entrena a Skuld para que logre andar. La pequeña lo logra, descubriendo que intentándolo por uno mismo es mucho mejor que depender de los demás. | |         |
| 40-14 | «¡Ah! ¡Mi querido cupido!» «Aa! Itoshiki Watashi no Kyūpitto?» (ああっ愛しき私のキューピットっ)                                       |         |
| Skuld empieza a interesarse por Sentaro y esa motivación empieza a despertar sus poderes. Cuando ambos ven a Belldandy cantando con Holy Bell, Sentaro le pregunta a Skuld sobre su ángel. Skuld se ve desesperada por mostrarle a su ángel que accidentalmente, se traga el huevo de este. Con la ayuda de Belldandy y Urd, el ángel de Skuld se materializa: Noble Scarlet. El ángel es mucho más pequeño que Holy Bell y World of Elegance, por el poco poder que controla Skuld, pero su voluntad de ayudarla es enorme, tanto que provoca que la pequeña bese a Sentaro. Al día siguiente, el pequeño tiene una carrera y esperaba que Skuld estuviese ahí. A pesar de que llegan tarde, Skuld y Noble Scarlet se hacen presentes animando a Sentaro. Tras ganar el joven, Noble Scarlet vuelve a su forma de huevo, ya que Skuld se lo había pedido tras besar a Sentaro. | |         |
| 41-15 | «¡Ah! ¡Yo la diosa y el diablo!» «Aa! Megami to Akuma no Watashi?» (ああっ女神と悪魔の私っ?)                                          |         |
| Keichi y las diosas se relajan en un spa cuando de casualidad encuentran a... Marller y Sembei. Por pedido de Belldandy, se hace una tregua, salvo por un saldo de cuentas amistoso entre Marller y Urd. Pero el plan de Marller es otro, ya en la ciudad y con la ayuda de Sembei, secuestra a Urd y consigue crear un clon de ella usando un Separador de Almas, el cual extrae la mitad demonio de Urd. La Urd demonio encuentra a Skuld y la sella, y se dirige a hacer lo mismo con Belldandy. En la guarida de Marller, la Urd diosa se libera y logra desbloquear a Skuld. En casa, la Urd demonio provoca a Belldandy, besado a Keichi... | |         |
| 42-16 | «¡Ah! ¡No temas a la oscuridad, brilla intensamente!» «Aa! Yami o Osorezu Kagayaite?» (ああっ闇を恐れず輝いてっ)                      |         |
| La Urd demonio está a punto de sellar a Belldandy, pero justo aparecen Skuld y la Urd Diosa. Ambas mitades de Urd pelean entre sí, pero Belldandy explica que si la Urd demonio usa todo su poder, su cuerpo clonado no resistirá y se destruirá junto con la Urd diosa y el mundo. La Urd demonio se empieza a sentir mal y se retira de la batalla. Marller y Sembei llegan donde las diosas y piden que sellen a ambas Urd. Skuld prepara un plan y la Urd diosa busca a su contraparte. El plan de Skuld funciona y ambas mitades se fusionan... | |         |
| 43-17 | «¡Ah! ¡La llegada de la gran líder demonio!» «Aa! Daimakaichō-sama Kōrin?» (ああっ大魔界長さまっ降臨っ)                               |         |
| Las dos mitades de Urd se han fusionado, pero no del todo, a pesar de que están en el mismo cuerpo, las personalidades diosa y demonio actúan por separado. Marller llega a la casa e informa que de la única manera en la que ambas esencias sean una sola, es que un ser superior a las diosas las vuelva a unir. Entonces Urd toma la decisión de llamar a Hild, la reina de los demonios, su madre. Apenas cuelga, una gigantesca columna de poder aparece, es Hild, quien lejos de aparentar ser un demonio, es tan o más cómica y osada que Urd, a tal punto de saludar afectuosamente a Belldandy y Skuld y de intentar seducir a Keichi. Hild realiza el ritual, ayudada por las diosas, con éxito, pero a cambio Urd quiere que la reconozca como su madre. La diosa se niega e Hild lo deja pasar, pero recordándole que tiene una deuda.                             | |         |
| 44-18 | «¡Ah! ¡Los demonios tienen dignidad!» «Aa! Mazoku no Ishin wa Arimasu ka?» (ああっ魔属の威信はありますかっ?)                          |         |
| Marller se siente decepcionada de vivir como humana y no poder derrotar a las diosas,y peor aún, que estas sean condescendientes con ella. En ese momento, aparece Hild en su forma contenida y la anima para que se enfrente a ellas. Marller es nuevamente derrotada, Hild decide intervenir ayudando a Marller a crear un sello-tetera usando las cosas más deseadas por la gente. Keichi, sus amigos, Urd y Skuld caen fácilmente, pero Belldandy no ve ninguna imagen y libera accidentalmente a todos lo que han caído. Mientras castiga a Marller, Hild duda sobre la esencia de Belldandy. | |         |
| 45-19 | «¡Ah! ¡El amor de una diosa puede salvar a los ninjas!» «Aa! Megami no Ai wa Shinobi o sukuu!» (ああっ女神の愛はシノビを救うっ)       |         |
| Marller envía a una mini-ninja llamada Kodama para derrotar a las diosas. Pero es descubierta por Keichi y Belldandy, y por eso debe suicidarse. Pero Belldandy le da un nuevo sentido de existencia a Kodama, la ninja retribuye poniéndose a su servicio. Una nueva ninja más es enviada, Hikari, para dar cuenta de Kodama, pero también es convencida por la diosa, incluso Hikari rechaza matar a traición a Kodama. Por esto aparece una tercera ninja, Kozohi, la cual convoca cientos de Shinobis para derrotar a todos. Keichi es el que más riesgo corre, y desata un increíble poder de Belldandy para exorcizar, lo que hizo que uno de sus sellos se rompiera. Al final, Kozohi también se hace nukenin de la casa, pero Belldandy recibe una suspensión de licencia...                                                                                            | |         |
| 46-20 | «¡Ah! ¡El lugar no interesa desde que nosotros estemos juntos!» «Aa! Donna Bashō de mo Futari Nara!» (ああっどんな場所でも二人ならっ) |         |
| Belldandy no puede usar magia por una semana, pero no le afecta mucho. En ese momento, varios de los amigos de Keichi le piden que guarde temporalmente sus pertenencias, y como ya no queda lugar, Skuld crea un aparato que permite modificar el espacio físico de una habitación. Keichi y Belldandy deciden llevar las pertenencias a esa habitación, perbo vuelve a quedar chica, entonces deciden usar el aparato de Skuld, pero al no saber usarlo, crean una habitación de dimensiones casi infinitas. Keichi y Belldandy se las ingenian para pasar el rato mientras Urd y Skuld tratan de hallar una salida. Al final Keichi encuentra una salida y escapan de la habitación. | |         |
| 47-21 | «¡Ah! ¡Todo estaría bien si fuese un demonio!» «Aa! Watashi ga Mazoku demo Ii Desu ka?» (ああっ私が魔属でもいいですかっ?)             |         |
| Belldandy vuelve del cielo tras renovar su licencia, pero cuando hace uso de su magia, su apariencia cambia, accidentalmente le dieron una licencia de demonio, por lo cual, sus poderes son malignos. Mientras Urd y Skuld van al cielo a hacer los trámites, Keichi y Belldandy se quedan. Y las desgracias comienzan: sin casa, sin vehículo, sin comida, Belldandy se desespera pero Keichi le pide que tenga fe. Keichi cae enfermo y Belldandy se siente responsable, en ese momento Marller le aclara que si quiere que Keichi este bien, ella tiene que hacer maldades. Belldandy se avergüenza de las maldades que ha hecho, pero con la inesperada ayuda de Peorth, puede por medio de un llamado, recuperar su licencia. Pero Hild no se va a dar por vencida tan fácilmente...                                                                                      | |         |
| 48-22 | «¡Ah! ¡La confesión de amor de la diosa!» «Aa! Megami no Kokuhaku?» (ああっ女神の告白っ)                                              |         |
| Hild ataca a lo más intimo de Belldandy. Keichi se enamora de la reina demonio y pone a Belldandy desesperadamente celosa. Urd planea que las diosas viajen al pasado para volver a enamorar a Keichi, pero Hild se les adelanta y no da oportunidad a Belldandy. La situación para la diosa se vuelve intolerante y expulsa sus celos. Keichi la detiene y comprende la real naturaleza de los sentimientos de Belldandy e Hild. | |         |
| 49-23 | «¡Ah! Todos tienen un destino» «Aa! Sorezore no Unmei» (ああっそれぞれの運命っ)                                                       |         |
| Las diosas descubren un antiguo sobre de Hotarunosuke Morisato, el abuelo de Keichi el cual tenía una foto y un mapa, y deciden viajar junto con el Equipo del Motor. Al llegar al hotel de la zona los recibe Chieko Honda, la cual se abalanza sobre Keichi diciéndole si vino a cumplir su promesa. Belldandy y Urd descubren que Chieko no es una chica común, sino un espectro viviente, que recibió una promesa de Hotarunosuke pero que nunca fue cumplida. Belldandy indaga la promesa, la cual se trataba de que el abuelo de Keichi arreglaría una valiosa moto y llevaría a pasear a Chieko por un lago. Keichi, en nombre de Hotarunosuke, cumple la promesa y Chieko se desvanece en el viento hacia su descanso eterno. Por respeto, Keichi deja la moto en la mansión.                                                                                           | |         |
| 50-24 | «¡Ah! ¡El amor es una canción que sacude el corazón!» «Aa! Suki wa Kokoro o Yusaburu Uta» (ああっ好きは心を揺さぶる歌っ)              |         |
| Peorth le pregunta a Keichi si alguna vez le dijo "Te Amo" a Belldandy, y lo deja pensativo, el de verdad ama a la diosa, pero no tiene el valor de decírselo....ni siquiera con intervenciones directas de Chihiro, Peorth y Urd. Aunque Beldandy sabe que realmente Keichi la ama. | |         |
| 52-25 | «Ah! ¡La llegada de un ángel unialado!»                                                                                               |         |